# III. Louis de Montpensier
III. Louis de Montpensier, másképp II. Louis de Bourbon-Vendôme (Moulins, 1513. június 10. – Champigny, 1582. szeptember 23.) Montpensier hercege, Auvergne dauphinja, francia arisztokrata és hadvezér volt.

## Élete
Louis de Bourbon, La Roche-sur-Yon hercegének és távoli rokonának, Louise de Bourbonnak, Montpensier hercegnőjének első fia volt. 1536-ban Provence-ban, később Artois-ban harcolt Anne de Montmorency alatt V. Károly német-római hadai ellen. 1538-ban feleségül vette I. Ferenc törvénytelen testvére, Jeanne d'Angoulême lányát, Jacqueline de Longwy-t, ekkor anyja megkapta a herceg nagyapjának, Gilbert-nek a birtokait: Forez, Beaujeu és Les Dombes grófságát, Louis pedig Auvergne dauphinja lett. (Bár atyja 1520-ban elhunyt, La Roche-sur-Yont nem Louis, hanem öccse, Charles örökölte.)
Ezt követően Louis jeleskedett az V. Károly elleni harcokban. Az 1557-es Saint-Quentin-i vereségnél lovát kilőtték alóla, így II. Fülöp spanyol király fogságába esett. A 16. század vallási konfliktusában eleinte felesége hatására a hugenották oldalán állt, azonban 1561-ben mind asszonya, mind édesanyja meghalt. Montpensier hercegeként pártot váltott, és a legharcosabb katolikusok egyikévé vált, még protestánsnak megmaradó gyermekeit is elűzte. 1562-ben, a francia vallásháborúk kitörésekor Touraine és Anjou kormányzója volt, ilyen minőségben 1563-ban visszavette a lázadóktól Angoulême-et és Cognac-ot. Kegyetlen fellépése miatt még saját alvezérei sem kedvelték.
1569-ben részt vett a jarnaci csatában, és Bretagne kormányzójává nevezték ki. 1570-ben nősült újra, felesége a katolikus párt vezéreinek, I. (Sebhelyes) Henrinak, Guise hercegének és Charles-nak, Mayenne hercegének befolyásos nővére, Catherine lett.
Részt vett 1572-ben a Szent Bertalan éjszakáján elkövetett mészárlásokban, majd 1575-ben Poitou területén hadakozott a protestánsok ellen. 1582-es halála után fia, a harcokban korábban is katolikus részt vevő fia, François követte hercegi trónján.

## Házasságai, utódai
1538-ban vette feleségül Jacqueline de Longwy-t, IV. Jean de Longwy és Jeanne d'Angoulême lányát. Felesége 1561-ben bekövetkezett haláláig hat gyermekük született:
- Françoise de Bourbon-Vendôme (1539–1587), 1559-től Henri-Robert de La Marck bouilloni és Sedani herceg felesége
- Anne (1540–1572), 1561-től II. François de Clèves nevers-i herceg felesége
- Jeanne (1541–1620), Jouarre apátnője
- François (1542–1592), Montpensier hercege, Auvergne dauphinja, Les Dombes grófja
- Charlotte de Bourbon-Vendôme (1547–1582), Jouarre apátnője, majd 1571-től I. Vilmos orániai herceg, németalföldi helytartó felesége
- Louise (1548–1586), Faremoutier apátnője

Második feleségét, Catherine de Guise-t, a François de Guise és Anne d’Este lányát 1570-ben politikai okokból vette nőül. Gyermekük nem született. Catherine 1596-ban bekövetkezett haláláig fivérei ügyének egyik legharcosabb támogatója maradt.